# Santorini
Santorín, Santorini que es el nombre que aparece en los mapas; o Tera, Thera o Thira que es el nombre oficial (en griego: Σαντορίνη, Sandoríni o Θήρα, Thíra) es un pequeño archipiélago circular formado por islas volcánicas, ubicado en el sur del mar Egeo, a unos 200 km al sureste del territorio continental griego. Forma el grupo de islas más meridional de las Cícladas, con un área aproximada de unos 73 km² y una población de trece mil cuatrocientos dos habitantes en 2001.

## Toponimia

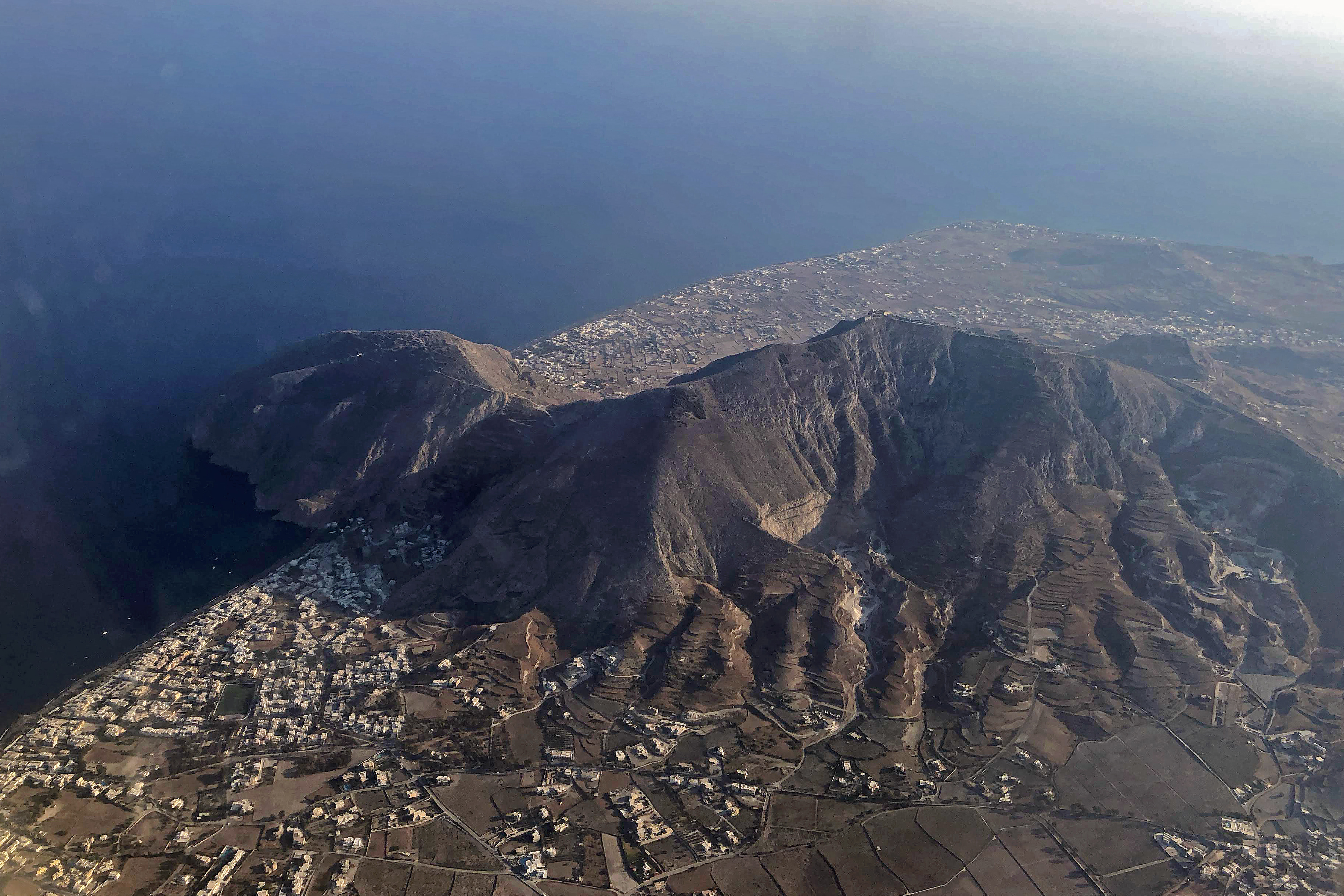
Vista aérea de la isla de Santorini con detalle del monte Profitis Illas y las ruinas de la antigua Tera (en el promontorio de la izquierda).

El nombre antiguo de la isla es Tera, así como de la ciudad fundada en la Antigüedad. Según los autores griegos antiguos, su primer nombre era Kallisté, que podríamos traducir como 'la más hermosa' o 'la muy bonita'; se habría rebautizado a Tera en el honor del fundador mítico de la colonia doria, Teras, hijo de Autesión, y descendiente de Cadmo. También fue llamada Strongylē ('la Redonda').
El nombre actual (Σαντορίνη) es de origen italiano, en concreto debido a los mercaderes venecianos medievales que la llamaron Santa Irene en italiano en honor a la patrona de la isla Santa Irene de Tesalónica. Este nombre se conserva y evoluciona en Santo Rini luego Santorini. Después de la unificación del archipiélago a Grecia en 1840, este reanuda oficialmente el nombre antiguo de Tera, pero se utiliza mayormente el nombre de Santorini.

## Geografía

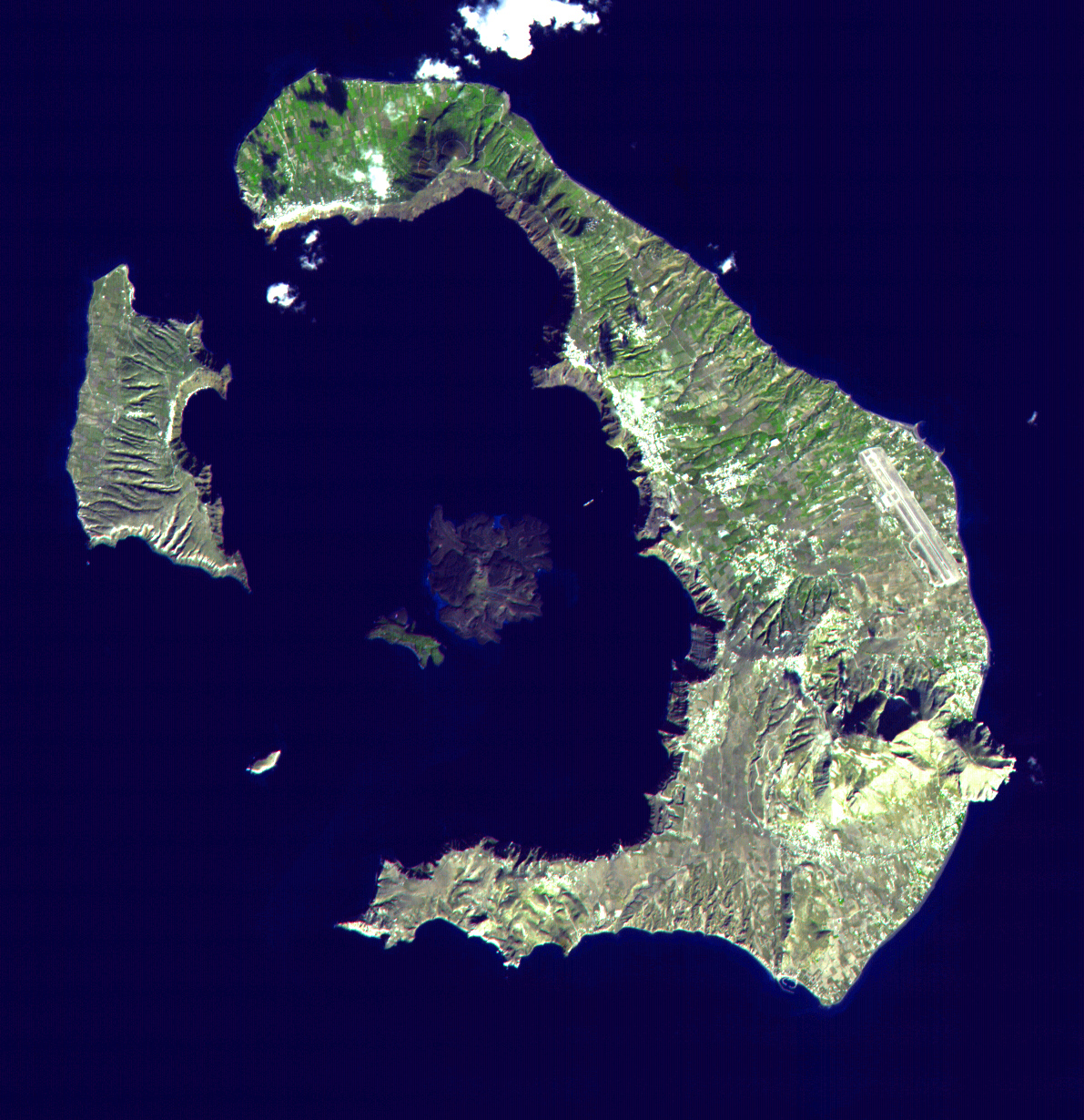
Vista de Santorini desde el espacio.

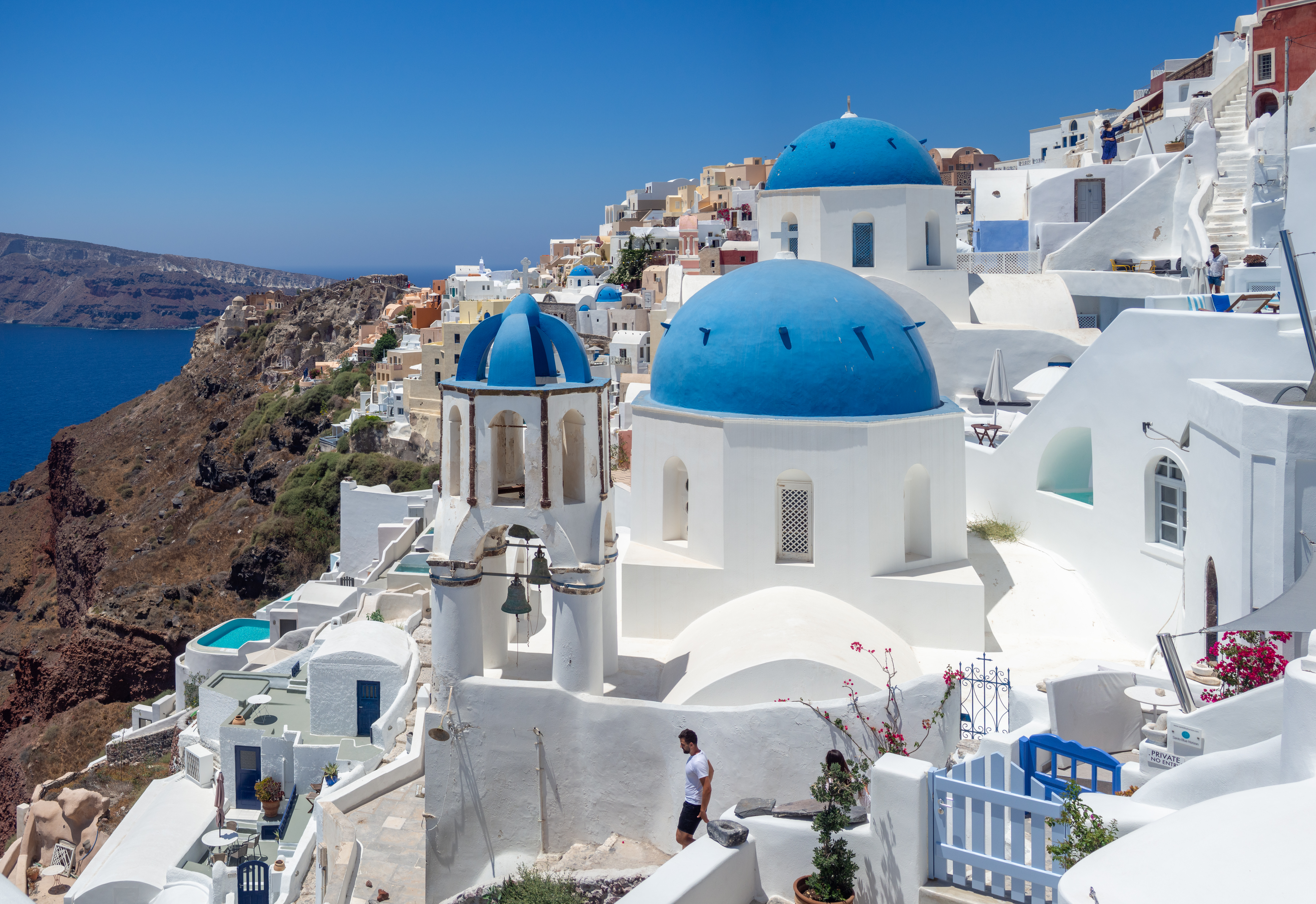
Imagen típica de Oia.

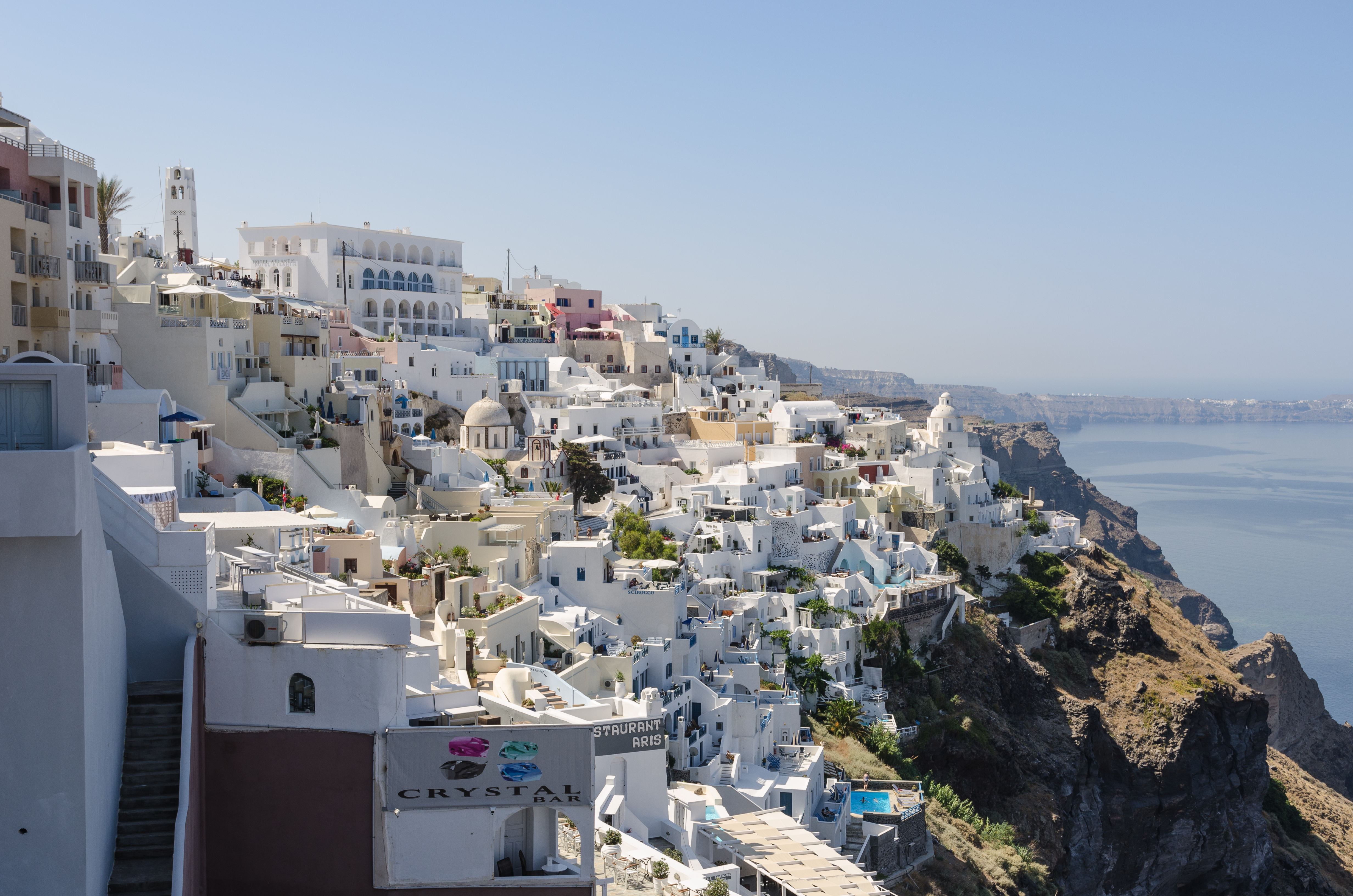
Vista de Fira, en la cima de la caldera colapsada.

Santorini es, en esencia, lo que queda de una enorme explosión volcánica que destruyó los primeros asentamientos existentes, haciendo desaparecer gran parte del territorio de la antigua isla y provocando la creación de la caldera geológica actual. El archipiélago se conforma por las islas habitadas de Santorini y Thirasia; y los islotes deshabitados de Nea Kameni, Palea Kameni, Aspronisi y Christiana.
Su espectacular belleza, junto con una animada vida nocturna, la han convertido en uno de los principales destinos turísticos de Europa. Sus construcciones tienen un aspecto oriental, con casas blancas y marcos de ventanas y puertas en azul, como se pueden encontrar en las costas de Marruecos o Túnez. Por otra parte, también se han formulado reproches contra el carácter desordenado y excesivo de su desarrollo urbanístico reciente.
Una gigantesca laguna central, más o menos ovalada, de unos 12 km de longitud y 7 km de anchura, está rodeada por tres lados por altos acantilados de unos 300 metros de altura. Las pendientes de la isla descienden desde lo alto del acantilado hasta el circundante mar Egeo. En el cuarto lado, la laguna está separada del mar por una isla mucho más pequeña llamada Thirasia; la laguna se une al mar por dos sitios, al noroeste y al sudoeste. Las aguas en el centro de la laguna tienen una profundidad de unos 400 metros (Nisís Néa Kaméni, 'Nueva Isla Kameni'), haciendo así posible la navegación de todo tipo de buques. Los puertos de la isla están todos en la laguna, y la capital, Fira, cuelga de lo alto del acantilado, sobre la ladera que desciende hasta la laguna.
Es el centro volcánico más activo del arco volcánico del sur del Egeo, si bien lo que hoy en día queda es realmente una caldera inundada. En la isla tuvo lugar una de las mayores erupciones volcánicas de la prehistoria reciente, la cual ocurrió hace aproximadamente 3500 años. Investigaciones recientes sitúan tal fecha en el año 1627 a. C. La erupción dejó una enorme caldera rodeada por depósitos de ceniza volcánica y, según algunas teorías, pudo haber causado indirectamente el colapso de la civilización minoica de la isla de Creta, situada 110 km al sur, causando un gigantesco maremoto.  Algunas teorías sostienen que la erupción de Tera pudo ser la inspiración principal para la leyenda de la Atlántida. Se ha sugerido también que esta enorme explosión pudiese estar detrás de las famosas plagas egipcias narradas en el libro bíblico del Éxodo.

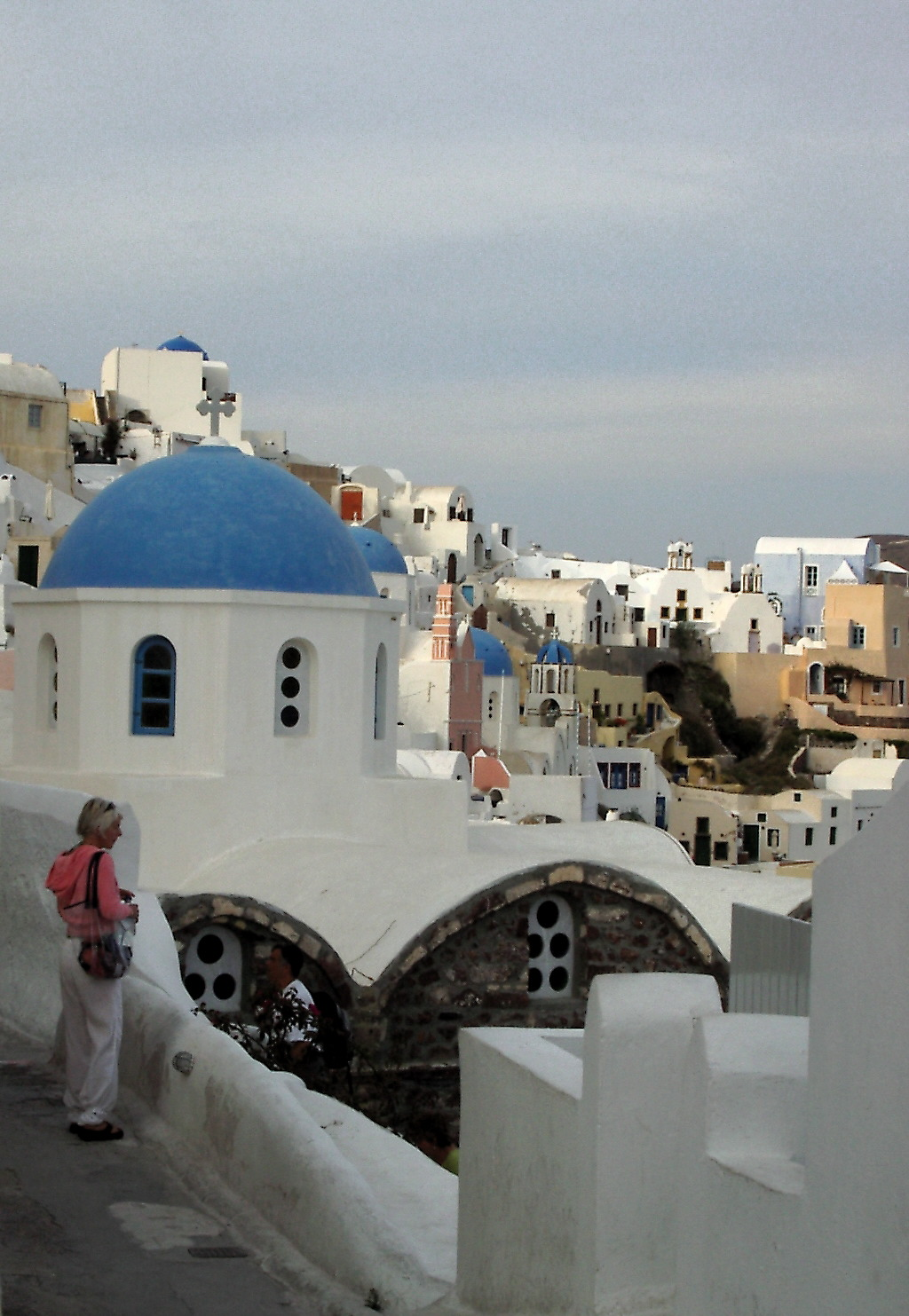
Iglesia en el pueblo de Oia.

Su punto culminante es el Profitis Illas (Profeta Elías), de 550 m. Se trata de un pequeño volcán con una pequeña caldera.
El agua dulce es un bien escaso y precioso en esta isla semi desértica ya que tiene muy pocas reservas y ninguna fuente natural. Hasta el siglo XIX, los habitantes recuperaban en cisternas el agua de lluvia caída sobre los techos. En la actualidad, una planta de desalinización de agua de mar produce la parte fundamental del agua corriente, ahora potable. Un elemento que afecta la demanda y la disponibilidad de agua potable es la construcción de numerosas piscinas por el desarrollo turístico.
El clima en la isla se clasifica como tipo Bsh, según la clasificación climática de Köppen-Geiger, que tiene una temperatura media de 18.8 °C y que presenta aridez debido a las escasas precipitaciones anuales. El viento en la isla sopla en ocasiones con fuerza, un viento fuerte y seco del norte conocido en la zona como viento Etesio, en especial desde mediados de mayo hasta mediados de septiembre. Esto hace que la isla por contra cuente con un promedio de horas de sol anual elevado, lo que la convierte en un destino turístico destacado en Europa y el Mundo.
| Parámetros climáticos promedio de Isla de Santorini (Thira) 1991-2021                                                                          | Parámetros climáticos promedio de Isla de Santorini (Thira) 1991-2021 | Parámetros climáticos promedio de Isla de Santorini (Thira) 1991-2021 | Parámetros climáticos promedio de Isla de Santorini (Thira) 1991-2021 | Parámetros climáticos promedio de Isla de Santorini (Thira) 1991-2021 | Parámetros climáticos promedio de Isla de Santorini (Thira) 1991-2021 | Parámetros climáticos promedio de Isla de Santorini (Thira) 1991-2021 | Parámetros climáticos promedio de Isla de Santorini (Thira) 1991-2021 | Parámetros climáticos promedio de Isla de Santorini (Thira) 1991-2021 | Parámetros climáticos promedio de Isla de Santorini (Thira) 1991-2021 | Parámetros climáticos promedio de Isla de Santorini (Thira) 1991-2021 | Parámetros climáticos promedio de Isla de Santorini (Thira) 1991-2021 | Parámetros climáticos promedio de Isla de Santorini (Thira) 1991-2021 | Parámetros climáticos promedio de Isla de Santorini (Thira) 1991-2021 |
| Mes | Ene.                                                                  | Feb.                                                                  | Mar.                                                                  | Abr.                                                                  | May.                                                                  | Jun.                                                                  | Jul.                                                                  | Ago.                                                                  | Sep.                                                                  | Oct.                                                                  | Nov.                                                                  | Dic.                                                                  | Anual                                                                 |
| --- | --------------------------------------------------------------------- | --------------------------------------------------------------------- | --------------------------------------------------------------------- | --------------------------------------------------------------------- | --------------------------------------------------------------------- | --------------------------------------------------------------------- | --------------------------------------------------------------------- | --------------------------------------------------------------------- | --------------------------------------------------------------------- | --------------------------------------------------------------------- | --------------------------------------------------------------------- | --------------------------------------------------------------------- | --------------------------------------------------------------------- |
| Temp. máx. media (°C) | 14                                                                    | 14.2                                                                  | 15.7                                                                  | 17.8                                                                  | 21                                                                    | 24.6                                                                  | 26.7                                                                  | 27                                                                    | 25                                                                    | 21.8                                                                  | 18.7                                                                  | 15.5                                                                  | 20.2                                                                  |
| Temp. media (°C) | 12.7                                                                  | 12.9                                                                  | 14.3                                                                  | 16.2                                                                  | 19.4                                                                  | 23.1                                                                  | 25.2                                                                  | 25.6                                                                  | 23.6                                                                  | 20.5                                                                  | 17.4                                                                  | 14.3                                                                  | 18.8                                                                  |
| Temp. mín. media (°C) | 11.2                                                                  | 11.3                                                                  | 12.6                                                                  | 14.5                                                                  | 17.7                                                                  | 21.5                                                                  | 23.7                                                                  | 24.3                                                                  | 22.2                                                                  | 19                                                                    | 15.8                                                                  | 12.8                                                                  | 17.2                                                                  |
| Precipitación total (mm) | 71                                                                    | 63                                                                    | 39                                                                    | 18                                                                    | 10                                                                    | 1                                                                     | 0                                                                     | 0                                                                     | 5                                                                     | 25                                                                    | 40                                                                    | 65                                                                    | 337                                                                   |
| Días de lluvias (≥ 1 mm) | 8                                                                     | 8                                                                     | 5                                                                     | 3                                                                     | 1                                                                     | 0                                                                     | 0                                                                     | 0                                                                     | 1                                                                     | 3                                                                     | 5                                                                     | 8                                                                     | 42                                                                    |
| Humedad relativa (%) | 69                                                                    | 69                                                                    | 69                                                                    | 72                                                                    | 75                                                                    | 73                                                                    | 73                                                                    | 73                                                                    | 71                                                                    | 71                                                                    | 71                                                                    | 70                                                                    | 71.3                                                                  |
| Fuente: Climate-data.org. Periodo de datos 1991-2021: Temperatura máx (°C), Temperatura mín (°C), Precipitación (mm), Humedad, Días lluviosos. |                                                                       |                                                                       |                                                                       |                                                                       |                                                                       |                                                                       |                                                                       |                                                                       |                                                                       |                                                                       |                                                                       |                                                                       |                                                                       |

## Vulcanismo

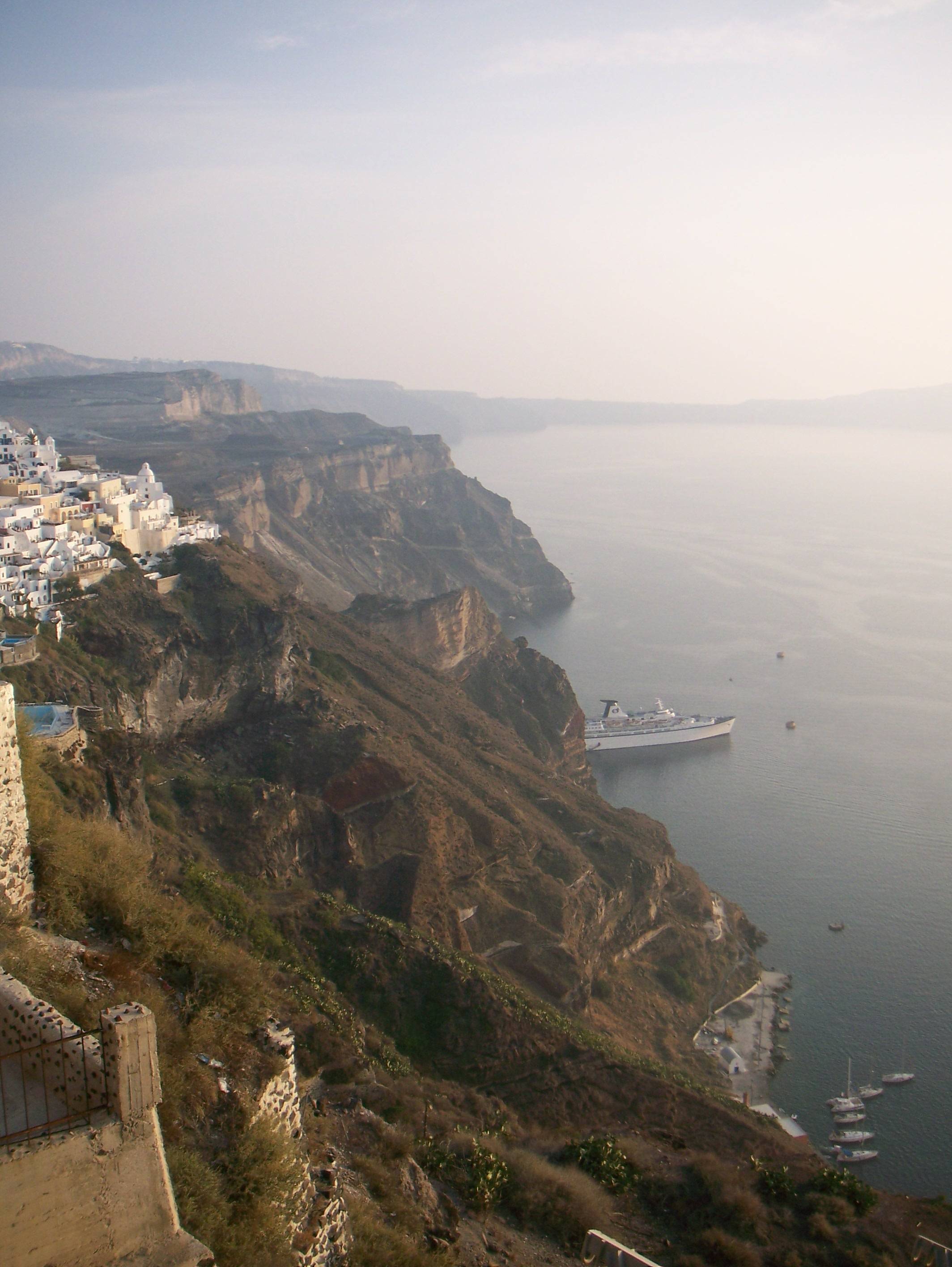
Pared de la caldera de la isla de Santorini.

La caldera se compone de la superposición de volcanes, cortados por al menos cuatro calderas parcialmente superpuestas, de los cuales la caldera del sur más antigua se formó aproximadamente 180 000 años a. C. La caldera Skaros posterior fue creada alrededor de 70 000 años a. C. y la caldera de cabo Riva unos 21 000 años a. C. La caldera actual se formó alrededor del 1600 a. C. durante la erupción minoica. Su última erupción fue en 1950, y ahora tiene actividad sólo a través de fumarolas, principalmente dentro de los cráteres activos recientemente. La enorme erupción minoica de Santorini en el siglo XVII a. C. fue clasificada 7, la puntuación más alta según el índice de explosividad volcánica para una erupción histórica en el programa del Instituto Smithsoniano de vulcanismo global.

### Explosión de caldera
Entre el año 1628 y el 1627 a. C., la erupción del volcán terminó con una gigantesca explosión de caldera, del mismo tipo que la mucho más estudiada de Krakatoa (Indonesia) de 1883. Como efecto de la explosión la isla perdió buena parte de su superficie, y se puso en marcha un maremoto que asoló el Mediterráneo Oriental, provocando, entre otros efectos, una grave crisis de la civilización minoica de Creta. Parece que la población encontró tiempo suficiente para evacuar la isla, llevándose muchos de sus bienes muebles. Marinatos popularizó la idea de que la explosión prehistórica de Tera-Santorini está en el origen del mito de la Atlántida y del mito del Éxodo.
La explosión fue muy intensa y la emisión de polvo oscureció la atmósfera lo suficiente como para que el hecho fuera observado en China. El enfriamiento del tiempo ha quedado registrado en anillos de los árboles incluso en Canadá. En Egipto, jeroglíficos datados de ese periodo muestran que la nube lo asoló. Este fenómeno duró nueve días en Egipto, medio día en China y se estima que una hora en la Antártida.
Santorini es uno de los cinco volcanes elegidos por la Unión Europea para centrar un proyecto de estudio vulcanológico, y también uno de los de la lista de los Decade Volcanoes («volcanes de la década»), un proyecto internacional sobre investigación de riesgos volcánicos. El volcán sigue activo y ha presenciado erupciones, esencialmente efusivas (no explosivas), desde la gran erupción prehistórica.

## Historia eruptiva
A continuación figura una lista de los principales eventos eruptivos de Santorini que comienza con el como erupción monoica, como se ha señalado por el programa de vulcanismo global del Museo de Historia Natural Smithsonian Global:
| Fecha de comienzo                                                       | Fecha final                    | Características de la erupción |
| 1610 a. C. (± 14 años) («Erupción minoica») 1500 a. C. Faraón Ahmosis I | Desconocida                    | Erupción de ventilación central, erupción de fisura volcánica regional, erupción submarina, erupción volcánica, flujo piroclástico, erupción freática, muertos, gran daño físico, flujo de lodo, tsunami, colapso de la caldera, evacuación. |
| 197 a. C.                                                               | Desconocida                    | Erupción de ventilación central, erupción de fisura volcánica regional, erupción submarina, formación de una nueva isla, erupción explosiva.                                                                                                 |
| 31 de diciembre de 46                                                   | 1 de febrero de 47 (± 30 días) | Erupción de ventilación central, erupción de fisura volcánica regional, erupción submarina, formación de una nueva isla, erupción explosiva, extrusión de domo de lava, tsunami.                                                             |
| 15 de julio de 726 (± 45 días)                                          | Desconocida                    | Erupción de ventilación central, erupción de fisura volcánica regional, erupción submarina, formación de una nueva isla, erupción explosiva, flujos de lava, extrusión de domo de lava, daños.                                               |
| 1570                                                                    | 1573                           | Erupción de ventilación central, erupción de fisura volcánica regional, erupción submarina, formación de una nueva isla, erupción explosiva, flujos de lava, extrusión de domo de lava, daños.                                               |
| 27 de septiembre de 1650                                                | 6 de diciembre de 1650         | Ventilación de un flanco (excéntrica), erupción de fisura regional, erupción submarina, formación de una nueva isla, erupción explosiva, flujos de lava, muertos, daños, tsunami.                                                            |
| 23 de mayo de 1707                                                      | 14 de septiembre de 1711       | Erupción de ventilación central, erupción de fisura volcánica regional, erupción submarina, formación de una nueva isla, erupción explosiva, flujos de lava, extrusión de domo de lava, daños.                                               |
| 26 de enero de 1866                                                     | 15 de octubre de 1870          | Erupción de ventilación central, erupción de fisura volcánica regional, erupción submarina, erupción explosiva, flujos de lava, extrusión de domo de lava, muertos, daños.                                                                   |
| 11 de agosto de 1925                                                    | 17 de marzo de 1928            | Erupción de ventilación central, erupción de fisura volcánica regional, erupción submarina, erupción freática, flujos de lava, extrusión de domo de lava.                                                                                    |
| 20 de agosto de 1939                                                    | 2 de julio de 1941 (± 1 día)   | Erupción de ventilación central, erupción de fisura volcánica regional, erupción submarina, erupción explosiva, erupción freática, flujos de lava, extrusión de domo de lava, daños.                                                         |
| 10 de enero de 1950                                                     | 2 de febrero de 1950           | Erupción de ventilación central, erupción de fisura volcánica regional, erupción submarina, erupción explosiva, erupción freática, flujos de lava, extrusión de domo de lava.                                                                |

## Historia

Vista de Santorini en tres dimensiones.

### Mitología
Cadmo, hijo del rey fenicio de Tiro, en su búsqueda de su hermana Europa, raptada por el dios Zeus, llegó a la isla, y fundó una colonia fenicia bajo la dirección de Memblíaro. Sus descendientes vivieron en la isla, entonces llamada Calista, durante ocho generaciones. El héroe Teras, descendiente de Cadmo, instaló a continuación una colonia de lacedemonios y minias, y se rebautizó entonces la isla en su honor. A raíz de un oráculo, los habitantes de la isla salieron y fundaron más tarde la ciudad de Cirene (en la región de la Cirenaica) en la actual Libia.

### Historia documentada

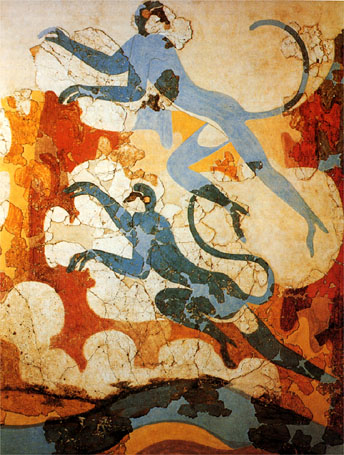
Monos en un fresco encontrado en Akrotiri, c. 1640 a. C., aproximadamente una década antes de la explosión.

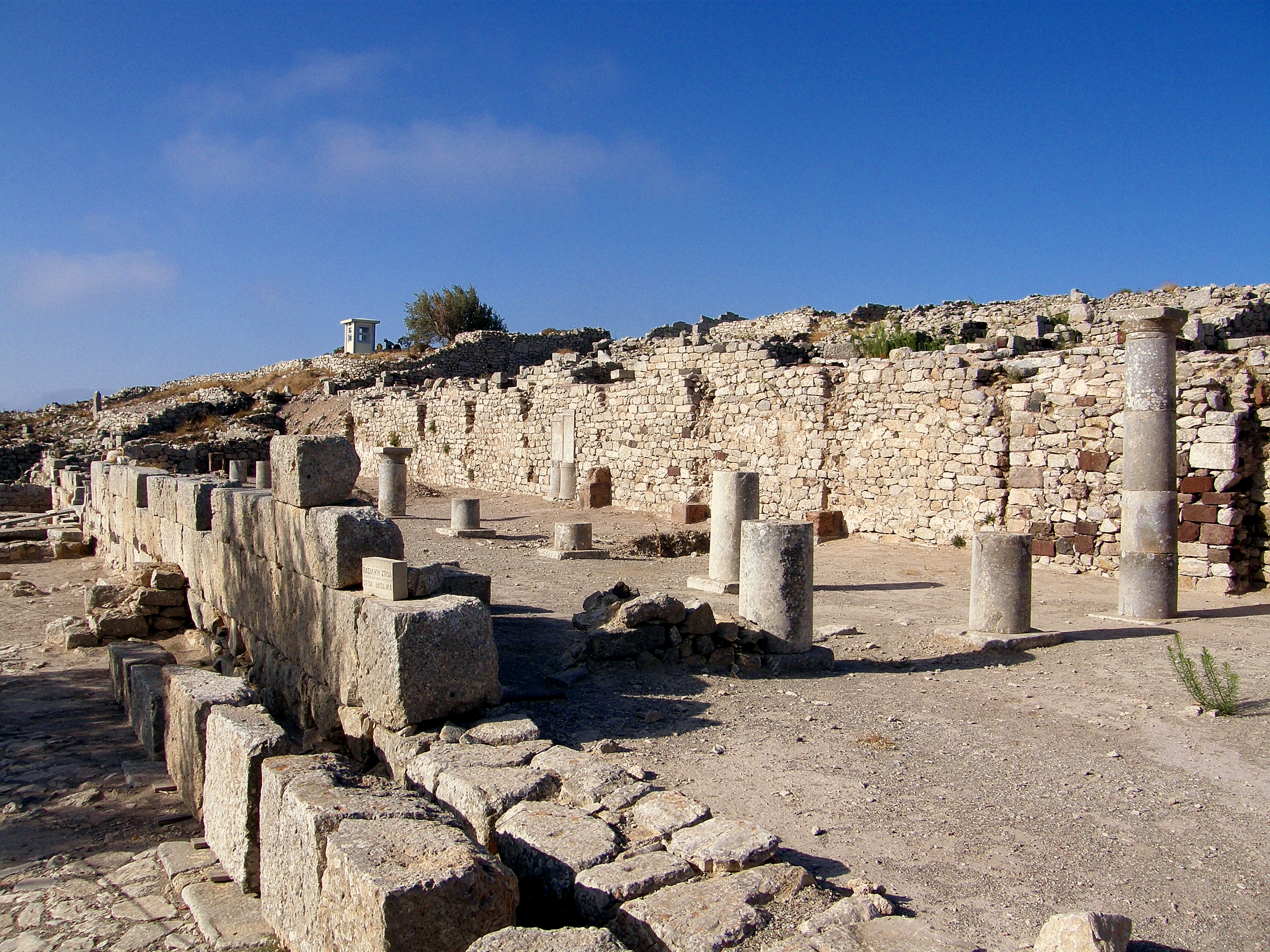
Basílica Stoa de la antigua Tera

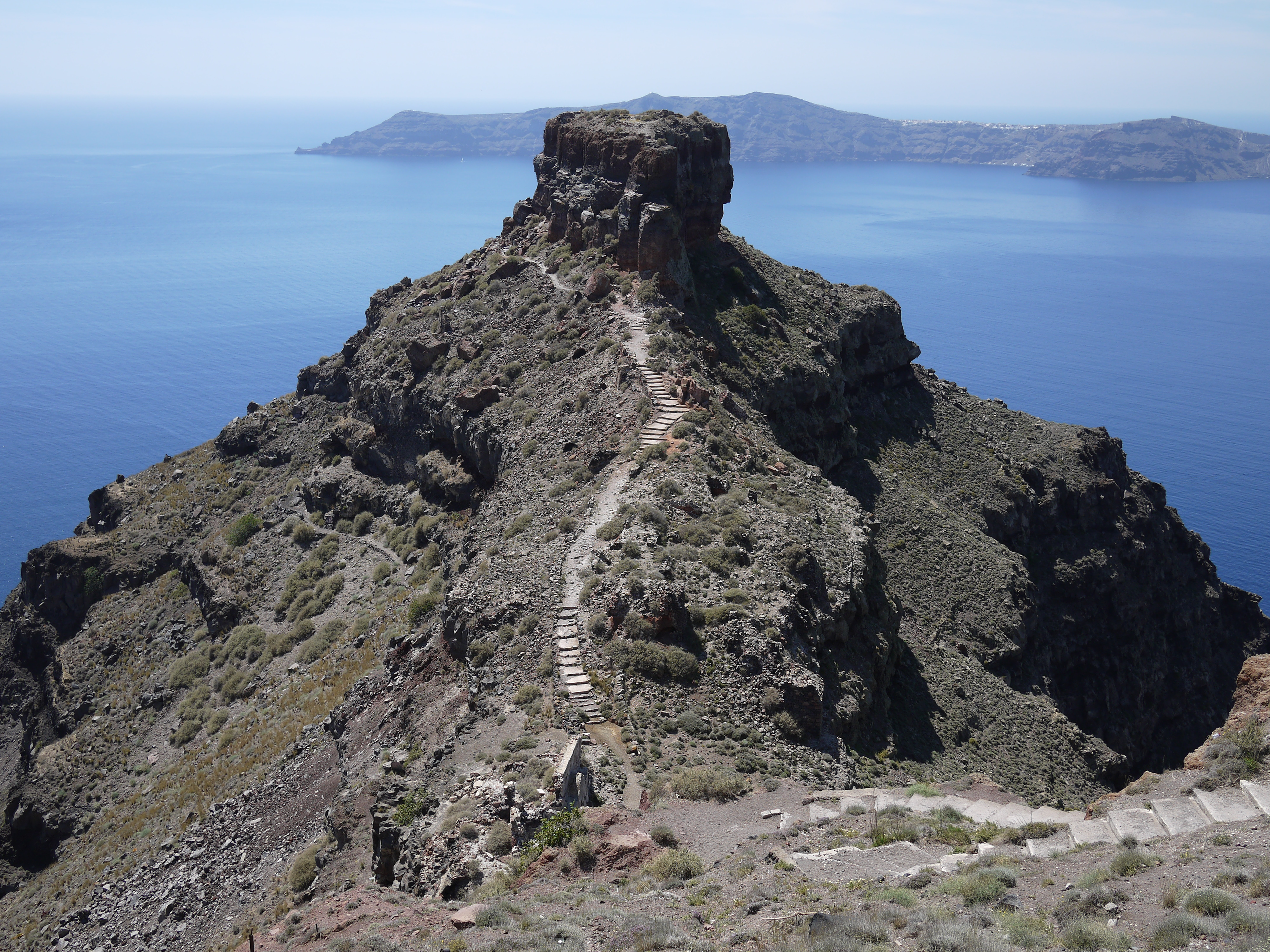
Roca Skaros, antigua ubicación de fortificaciones medievales.

Después de la Cuarta Cruzada (1204 DC) la isla fue entregada al veneciano Giacomo Barozzi de S. Moisè. Fue el veneciano Giacomo Barozzi el que le dio su nombre actual, por la presencia en la isla de una capilla dedicada a Santa Irene, cuyos descendientes permanecieron hasta 1576, cuando se convirtió en parte del Ducado de Naxos, hasta la conquista turca de Piyale Pasha.
La isla actual de Santorini nace durante la erupción minoica ocurrida hacia 1600 a. C. que destruye parcialmente la antigua isla de la cual ahora es un fragmento, así como las islas de Thirassía y Aspronissi. Según Heródoto, la isla estaba habitada por fenicios cuando el héroe Teras funda la colonia dórica de Teras.
En la Antigüedad la isla estuvo sucesivamente sujeta a los diversos poderes que dominaron el Egeo.
A lo largo de los siglos, la isla estuvo ocupada por distintas potencias: la liga de Delos, el reino ptolemaico de Egipto, Roma, el Imperio bizantino, el Ducado de Naxos, la República veneciana, entre 1204 y 1579, Turquía, entre 1579 y 1821, y por fin Grecia por el Tratado de Londres de 1840.
En 1860 se descubrieron restos arqueológicos durante la puesta en marcha de una cantera destinada a proporcionar pumita para la fabricación de hormigón destinado a la construcción del canal de Suez.
En 1956, la isla es afectada por un terremoto que hace una cincuentena de víctimas y destruye más de 2000 viviendas.
En 1967 se emprendieron excavaciones sistemáticas, bajo la dirección del polémico Spyridon Marinatos. Como resultado se comprobó que la isla había sido sede de una sociedad rica y desarrollada, culturalmente muy relacionada con la civilización minoica. Entre los restos han aparecido objetos y frescos, perfectamente conservados, que revelan una intensa relación comercial, con objetos procedentes no solo del Egeo, sino de Chipre, Egipto o Anatolia.

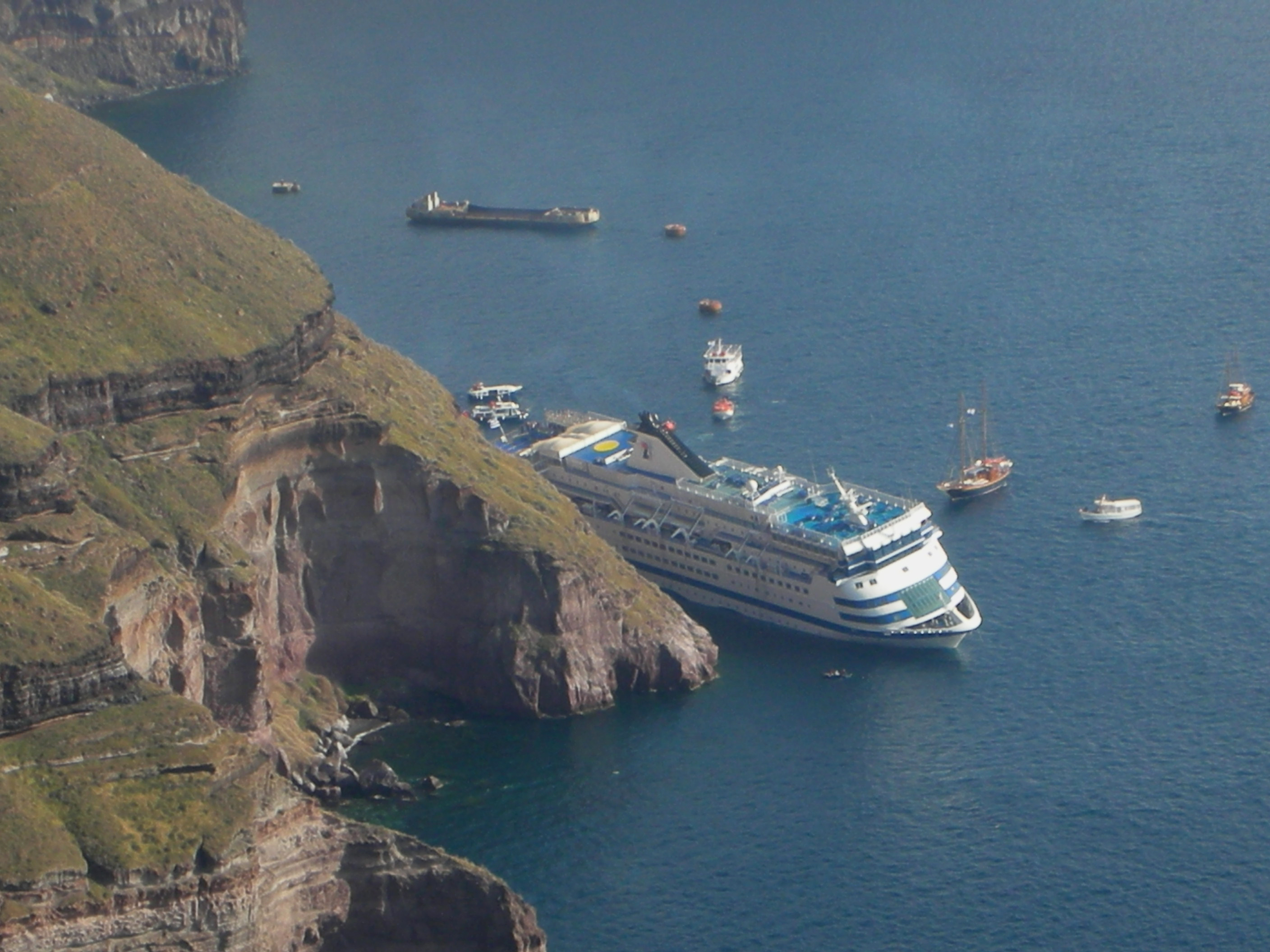
Naufragio del Sea Diamond, año 2007.

En 1970 se pone al día los frescos de Acrotiri cuyos frescos más conocidos son las de los «niño-boxeadores», del «pescador» y de los «monos azules», testigos de la civilización minoica remontándose al segundo milenio antes de nuestra era. Se retiraron importantes colecciones de cerámicas también del campo de excavaciones. Estas obras de arte fueron salvadas por la erupción volcánica minoica y enterradas bajo las cenizas volcánicas y la piedra pómez
En 2007, el crucero Sea Diamond se hundió en la caldera de Santorini, al este de Nea Kameni; y todavía constituye un riesgo permanente de contaminación por el carburante que se conserva en sus depósitos.
Durante el año 2011, la isla sufrió una actividad sísmica vinculada al inflado de la habitación magmática situada a 4 km de profundidad, detectado por 20 estaciones GPS instaladas desde 2006
A principios de febrero de 2025, Santorini sufrió varios terremotos, evento conocido como "enjambre sísmico". Se produjeron cientos de temblores en el mar Egeo, en las inmediaciones de la isla, algunos de ellos de magnitud 5. Se espera que duren semanas. Como medida de precaución por los terremotos y un posible tsunami, una parte importante de la población de Santorini fue evacuada por mar y por aire. El terremoto más fuerte del enjambre se produjo el 4 de febrero y midió Mw 5,3. Aunque los expertos determinaron que los terremotos eran de naturaleza tectónica en lugar de volcánica, el patrón y la frecuencia de la actividad sísmica provocaron una gran preocupación entre los científicos y las autoridades. El sismólogo Manolis Skordylis indicó en la radio pública que se había activado una falla sísmica con potencial para causar un terremoto de magnitud superior a 6,0. Los científicos destacaron que el principal evento sísmico podría no haber ocurrido todavía. Las autoridades griegas implementaron varias medidas de emergencia, que incluyeron el despliegue de equipos de emergencia.

## Economía

### Agricultura
La pobreza del suelo cubierto de una gruesa capa de cenizas y su acidez sólo permite algunos cultivos de una variedad específica y muy antigua de vid, el Assyrtiko, al rendimiento muy escaso (del 10 al 20 % del rendimiento de la vid francesa o californiana), pero naturalmente muy resistente a la filoxera. Creciendo incluso en el suelo sin ningún postes de sujeción, las vides se espacian más que en todas las otras partes debido a la sequía del suelo (su principal fuente en agua es la del rocío y la bruma marina). Las ramas solamente están dispuestas en anillo espiral, y los manojos cuelgan en el centro al refugio del viento. Da un vino muy apreciado muy seco, de acidez pronunciada (vinculada a la naturaleza del suelo) comparable al Visanto y a los aromas echados limón. 
El tomate de Santorini (Tomataki Santorinis), una variedad autóctona de tomate cherri, obtuvo de la Unión Europea en diciembre de 2013 una denominación de origen protegida.

### Minería
La explotación de la mina de piedra lija que antes se exportaba, se suspendió en 1986 para preservar los suelos y el medio ambiente natural frágil de la isla.

### Turismo

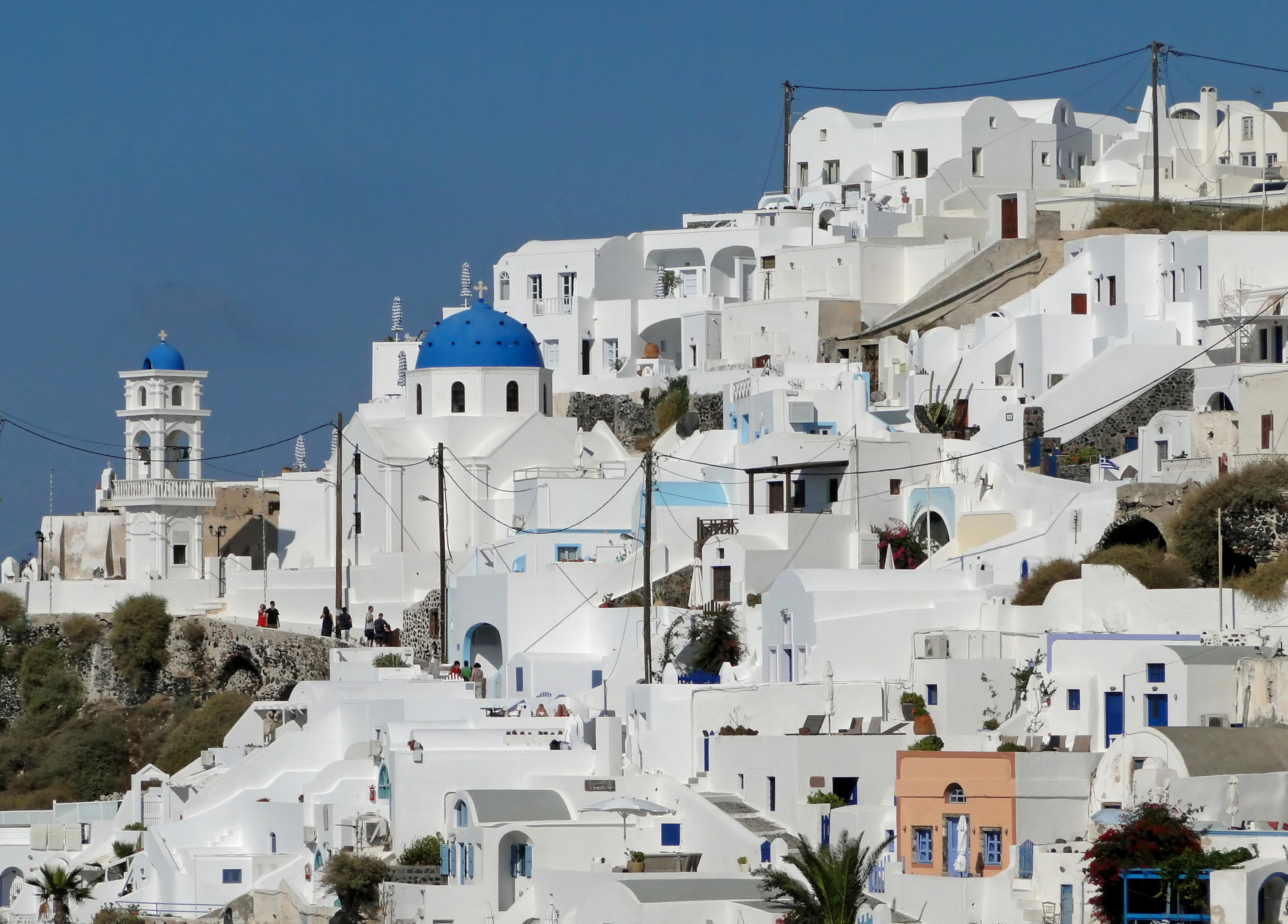
Casas blancas en Imerovigli, Santorini.

Lugar simbólico del turismo en Grecia, el archipiélago de Santorini y su isla principal son accesibles por buques de todo calado que pueden ancorar en la bahía, pero solamente el puerto de Athinios, donde atraca la mayoría de los visitantes, permite el desembarque de vehículos. Dispone de un aeropuerto construido al este de la isla, cerca de las playas de Kamari y Périssa, permite a los pequeños turborreactores el aterrizaje y garantiza en verano una relación casi permanente con Atenas.

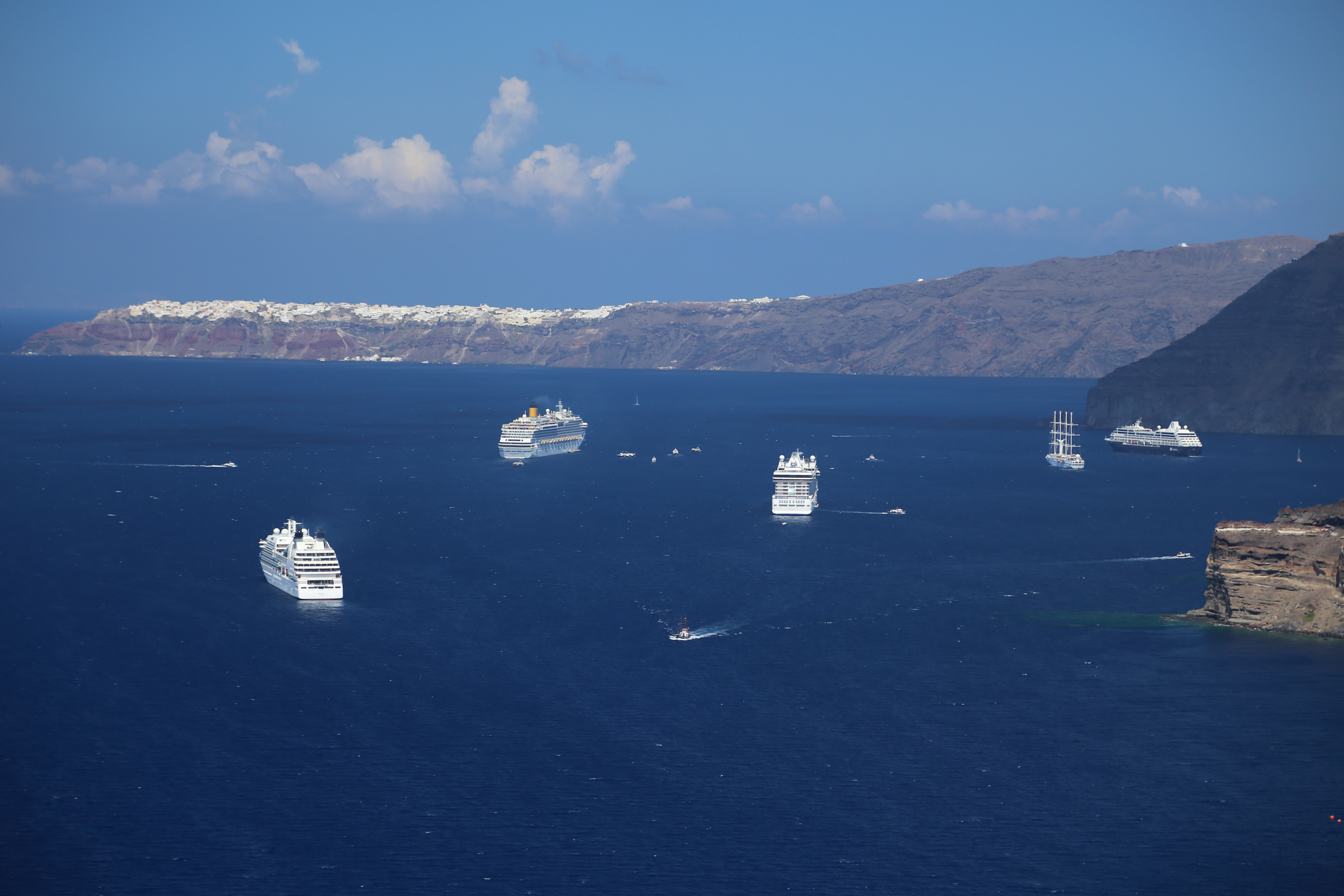
Varios cruceros de pasajeros en Santorini.

Los pueblos situados sobre el acantilado (Fira, Oia), disponen cada uno de un pequeño puerto en la caldera a los cuales se conectan por un camino escarpado que permite juntarlos a pie o a espalda de asno, o también por un pequeño teleférico en Fira. Un servicio de autocares permite conectar los distintos pueblos. Su belleza ha permitido ser la atracción de miles de turistas y un elevado número de pequeños hoteles, apartamentos y villas de alquiler, comercios y otras instalaciones lúdicas y turísticas.

## Melodía a Santorini
«Santorini» es también una canción compuesta por el pianista Yanni en el álbum Keys To Imagination (1986).

## En la cultura popular
- En los videojuegos de Pokémon Rubí, Zafiro y Esmeralda; la ciudad de Arrecípolis está inspirada en Santorini.
- En el videojuego OutRun 2006: Coast 2 Coast la pista Cape Way está referenciada en Santorini.